# Єпископ Радівецький
Єпископ Радівецький — титул і посада архієрея Радівецької єпархії Молдавської митрополії.

## Список радівецьких єпископів
- Лаврентій (Радівецький) — Святитель Леонтій Радівецький (XV ст.)
- Іоанникій (єпископ Радівецький) (1472-1504)
- Пахомій (єпископ Радівецький) (1504-1520)
- Прокопій (єпископ Радівецький) (зг. 1520)
- Феофан I (Могила) (1520-1535)
- Георгій I (єпископ Радівецький) (зг. 1544)
- Феодосій I (єпископ Радівецький) (зг. 1548)
- Митрофан (єпископ Радівецький) (зг. 1551)
- Євстахій (єпископ Радівецький) (зг. 1552)
- Євфимій (єпископ Радівецький) (1558-1561)
- Ісая (єпископ Радівецький) (1564-1577)
- Георгій II (Могила) (1577-1589)
- Гедеон (єпископ Радівецький) (зг. 1589)
- Феодосій II (єпископ Радівецький) (зг. 1592)
- Амфилохій (єпископ Радівецький) (зг. 1597)
- Анастасій Кримка (червень-вересень 1600)
- Феодосій III (Барановський) (1600-1604)
- Іоанн (єпископ Радівецький) (зг. 1606)
- Єфрем (єпископ Радівецький) (1608-1613)
- Филофій (єпископ Радівецький) (1613-?)
- Афанасій I (єпископ Радівецький) (зг. 1615)
- Єфрем (єпископ Радівецький) (1616-1623)
- Євгеній I (єпископ Радівецький) (1623-?)
- Дионісій (єпископ Радівецький) (зг. 1628)
- Євгеній II (єпископ Радівецький) (зг. 1631)
- Анастасій (єпископ Радівецький) (зг. 1642)
- Стефан (єпископ Радівецький) (зг. 1645)
- Феофан (єпископ Радівецький) (зг. 1646)
- Савва (єпископ Радівецький) (зг. 1656)
- Іорест (єпископ Радівецький) (зг. 1657)
- Феофан III (єпископ Радівецький) (зг. 1658)
- Серафим (єпископ Радівецький) (зг. 1667)
- Сщмч. Феодосій (Бразскій) (1669-1671)
- Місаіл I (єпископ Радівецький) (зг. 1686)
- Ніканор (єпископ Радівецький) (зг. 1694)
- Георгий III (єпископ Радівецький) (зг. 1694)
- Лаврентій ІІ (єпископ Радівецький) (зг. 1695)
- Миколай (єпископ Радівецький) (зг. 1701)
- Гедеон II (єпископ Радівецький) (зг. 1703)
- Калліст (єпископ Радівецький) (зг. 1709)
- Афанасій II (єпископ Радівецький) (зг. 1728)
- Антоній (Путнянський-Черновський) (зг. 1729)
- Місаіл II (єпископ Радівецький) (зг. 1733)
- Варлаам (єпископ Радівецький) (зг. 1735)
- Яків (єпископ Радівецький) (зг. 1745)
- Досифей (Херескул) (1750-1781) — у 1781-1789 р.р. єпископ Чернівецький і Буковинський.

## Галерея

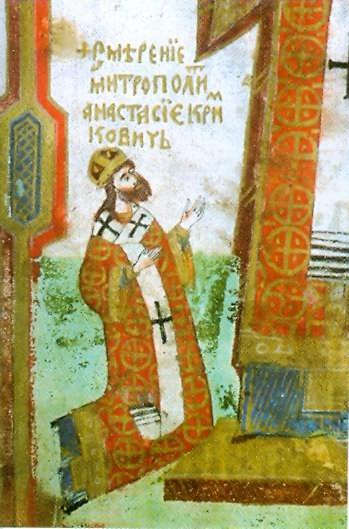
Владика Анастасій (Кримкович) (автопортрет)
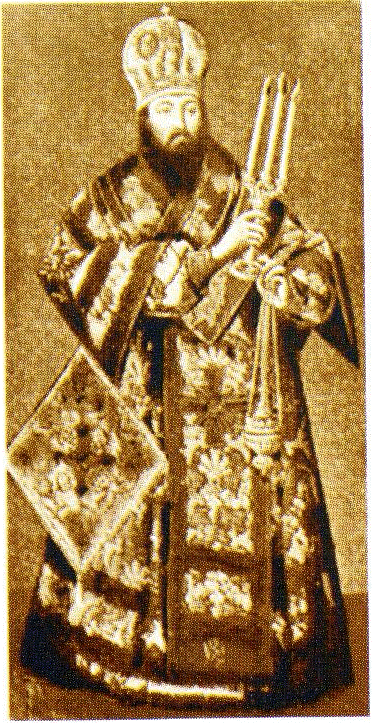
Антоній (Путняну-Черновський) (портрет)